# K2-48
K2-48, EPIC 201677835 — одиночная звезда в созвездии Девы на расстоянии приблизительно 993 световых лет (около 304 парсек) от Солнца. Визуальная звёздная величина звезды — +14,28m. Возраст звезды определён как около 6,41 млрд лет.
Вокруг звезды обращается, как минимум, одна планета.

## Характеристики
K2-48 — оранжевый карлик спектрального класса K2V, или K3-4. Масса — около 0,77 солнечной, радиус — около 0,71 солнечного, светимость — около 0,22 солнечной. Эффективная температура — около 4721 K.

## Планетная система
В 2016 году группой астрономов проекта «Кеплер» было объявлено об открытии планеты K2-48 b.